# Dorud

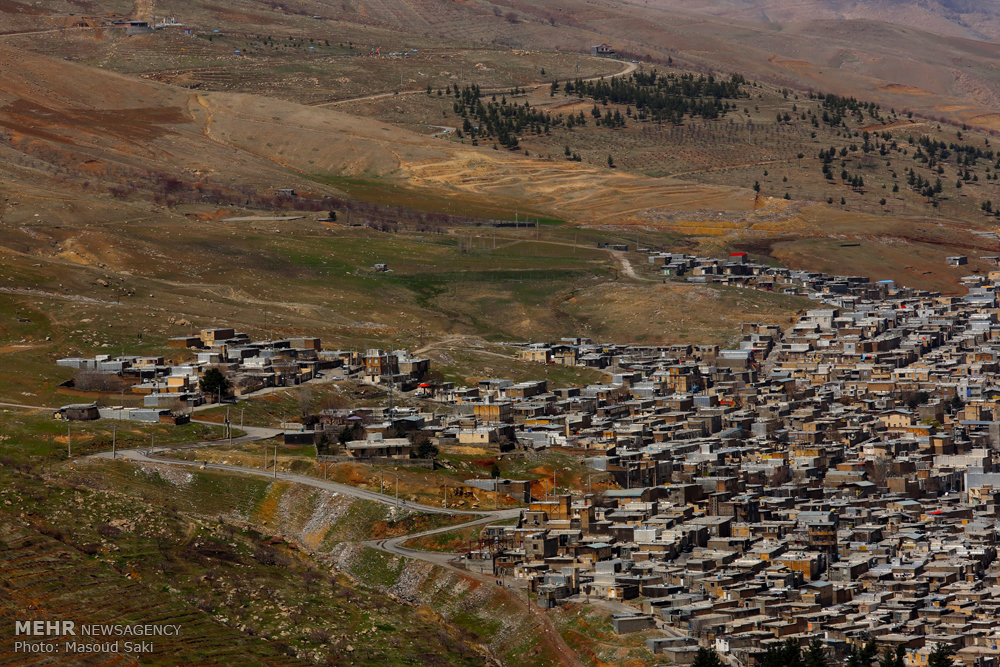
Dorud (2028)

Dorud (persisch دورود) ist eine Stadt im Verwaltungsbezirk Dorud in der Provinz Luristan. 2016 hatte die Stadt ca. 122.000 Einwohner. Die Stadt befindet sich im Zāgros-Gebirge.

## Geschichte
Die Stadt wurde 1949 gegründet. Bei einem Erdbeben wurden 2007 mindestens 35 Menschen verletzt. 2017 starben in Dorud mindestens 2 Menschen während Protesten gegen die iranische Regierung.

## Bevölkerungsentwicklung
| Jahr | Einwohnerzahl |
| ---- | ------------- |
| 1991 | 77.299        |
| 1996 | 88.152        |
| 2006 | 101.219       |
| 2011 | 99.499        |
| 2016 | 121.638       |

## Klima
Das Klimaklassifizierungssystem von Köppen-Geiger klassifiziert das Klima als semiarides Klima (BSk).